# Näveråviken
Näveråviken och Bunäsviken är en nordlig del av Holmsjön, som är avskuren genom den vägbank på vilken länsväg 320 går. Sjön ligger i Sundsvalls kommun i Medelpad och ingår i Ljungans huvudavrinningsområde. Sjön har en area på 1,23 kvadratkilometer och ligger 202,3 meter över havet.

## Delavrinningsområde
Näveråviken ingår i det delavrinningsområde (695637-153860) som SMHI kallar för Utloppet av Näveråviken. Medelhöjden är 282 meter över havet och ytan är 19,2 kvadratkilometer. Det finns ett avrinningsområde uppströms, och räknas det in blir den ackumulerade arean 43,15 kvadratkilometer. Näveråbäcken som avvattnar avrinningsområdet har biflödesordning 3, vilket innebär att vattnet flödar genom totalt 3 vattendrag innan det når havet efter 111 kilometer. Avrinningsområdet består mestadels av skog (76 procent). Avrinningsområdet har 1,28 kvadratkilometer vattenytor vilket ger det en sjöprocent på 6,7 procent.